# Ын Сиюнь
Ын Сиюнь (кит. трад. 吳思遠, упр. 吴思远, палл. У Сыюань; англ. Ng See-yuen; род. май 1944, Шанхай, Режим Ван Цзинвэя) — гонконгский кинорежиссёр, продюсер и сценарист, председатель Федерации кинопроизводителей Гонконга.

## Биография
Ын Сиюнь родился в 1944 году в оккупированном японцами Шанхае.
Кинокарьера Ын Сиюня началась на знаменитой гонконгской киностудии Shaw Brothers. Первым фильмом, в котором он упомянут, является фильм «Китайский боксёр» Джимми Вана, где Ын Сиюнь был ассистентом режиссёра.
В 1973 году Ын Сиюнь основал собственную кинокомпанию «Seasonal Film Corporation» (кит. 思遠影業公司), которая в 1974 году сняла свой первый фильм «Волшебный дракон и маленький тигр бродят по свету» (кит. 神龍小虎闖江湖).
В 1978 году Ын Сиюнь был продюсером и соавтором сценариев фильмов «Змея в тени орла» и «Пьяный мастер» режиссёра Юнь Вопхина, которые дали старт успешной кинокарьере Джеки Чана.
Ын Сиюнь является членом жюри кинопремии Asian Film Awards, председателем Федерации кинопроизводителей Гонконга, почётным постоянным президентом Лиги кинорежиссёров Гонконга, советником Гонконгского международного кинофестиваля. С апреля 2007 года он является официальным членом Гонконгского совета по развитию кино.
Ын Сиюнь является основателем сети кинотеатров «UME International Cineplex» — одной из крупнейших сетей кинотеатров в Китае.

## Фильмография
За свою карьеру в кино Ын Сиюнь принимал участие в создании как минимум шестидесяти кинокартин: исполнял различные обязанности, среди которых наиболее часто занимался продюсированием, писал сценарии и режиссировал.
| Оригинальное название                               | Русское название                                          | Год  | Функции в проекте | Функции в проекте | Функции в проекте | Функции в проекте   |
| Оригинальное название                               | Русское название                                          | Год  | Продюсер          | Сценарист         | Режиссёр          | Другая              |
| --------------------------------------------------- | --------------------------------------------------------- | ---- | ----------------- | ----------------- | ----------------- | ------------------- |
| 一池春水 / Ripples                                  | букв. «Весенняя вода в пруду»                             | 1970 | Нет               | Нет               | Нет               | Ассистент режиссёра |
| 龍虎鬥 / The Chinese Boxer                          | «Китайский боксёр»                                        | 1970 | Нет               | Нет               | Нет               | Ассистент режиссёра |
| 瘋狂殺手 / The Mad Killer                           | «Сумасшедший убийца»                                      | 1971 | Нет               | Нет               | Да                | Нет                 |
| 蕩寇灘 / The Bloody Fists                           | «Кровавые кулаки»                                         | 1972 | Нет               | Да                | Да                | Нет                 |
| 餓虎狂龍 / The Good and the Bad                     | «Невидимый кулак»                                         | 1972 | Нет               | Да                | Да                | Нет                 |
| 戀情三千里 / Love Across the Seas                   | букв. «Любовь за три тысячи ли»                           | 1973 | Нет               | Нет               | Нет               | Ассистент режиссёра |
| 猛虎下山 / The Rage of Wind                         | «Ветер ярости»                                            | 1973 | Нет               | Нет               | Да                | Нет                 |
| 神龍小虎闖江湖 / Call Me Dragon                     | букв. «Волшебный дракон и маленький тигр бродят по свету» | 1974 | Да                | Да                | Да                | Нет                 |
| 香港小教父 / Little Godfather from Hong Kong        | «Маленький крёстный отец из Гонконга»                     | 1974 | Нет               | Да                | Да                | Нет                 |
| 三傻笨探小福星 / Kidnap In Rome                     | букв. «Три глупца ищут маленькую счастливую звезду»       | 1974 | Да                | Нет               | Да                | Нет                 |
| 十三號凶宅 / A Haunted House                        | букв. «Тринадцать — номер проклятого места»               | 1975 | Нет               | Нет               | Да                | Нет                 |
| 廉政風暴 / Anti-Corruption                          | почти букв. «Крупное событие в неподкупном правительстве» | 1975 | Нет               | Да                | Да                | Нет                 |
| 南拳北腿 / The Secret Rivals                        | «Тайные соперники»                                        | 1975 | Да                | Да                | Да                | Нет                 |
| 生龍活虎小英雄 / Little Super Man                   | «Маленький супермен»                                      | 1975 | Нет               | Да                | Да                | Нет                 |
| 七百萬元大劫案 / Million Dollars Snatch             | букв. «Большое дело о грабеже на семь миллионов долларов» | 1976 | Нет               | Да                | Да                | Нет                 |
| 李小龍傳奇 / Bruce Lee - True Story                 | букв. «Легенда о Брюсе Ли»                                | 1976 | Нет               | Да                | Да                | Нет                 |
| 南拳北腿鬥金狐 / The Secret Rivals, Part II         | «Тайные соперники 2»                                      | 1977 | Да                | Да                | Да                | Нет                 |
| 鷹爪鐵布衫 / The Invincible Armour                  | «Неуязвимый»                                              | 1977 | Нет               | Да                | Да                | Нет                 |
| 神腿鐵扇功 / Snuff-Bottle Connection                | «Связь через нефритовый флакон»                           | 1977 | Нет               | Нет               | Нет               | Планирование        |
| 藝壇照妖鏡 / What Price ? - Stardom                 | букв. «Волшебное зеркало арт-сцены»                       | 1977 | Нет               | Нет               | Нет               | Планирование        |
| 紅樓春上春 / Erotic Dream of Red Chamber            | букв. «Весенние страсти в красном тереме»                 | 1978 | Да                | Нет               | Нет               | Нет                 |
| 蛇形刁手 / Snake in the Eagle's Shadow              | «Змея в тени орла»                                        | 1978 | Да                | Да                | Нет               | Нет                 |
| 紮馬 / Mysterious Footworks of Kung Fu              |                                                           | 1978 | Нет               | Нет               | Нет               | Планирование        |
| 醉拳 / Drunken Master                               | «Пьяный мастер»                                           | 1978 | Да                | Да                | Нет               | Нет                 |
| \|南北醉拳 / Dance of the Drunk Mantis              | «Танец пьяного богомола»                                  | 1979 | Да                | Да                | Нет               | Нет                 |
| 蝶變 / The Butterfly Murders                        | «Бабочки-убийцы»                                          | 1979 | Да                | Нет               | Нет               | Нет                 |
| 龍形摩橋 / The Ring of Death                        | «Смертельный ринг»                                        | 1980 | Да                | Нет               | Да                | Нет                 |
| 死亡塔 / Tower of Death                             | «Башня смерти»                                            | 1980 | Нет               | Нет               | Да                | Нет                 |
| 蛇貓鶴混形拳 / Lackey and the Lady Tiger            | «Лакей и леди-тигр»                                       | 1980 | Да                | Нет               | Нет               | Нет                 |
| 地獄無門 / We're Going to Eat You                   | «Мы собираемся вас съесть»                                | 1980 | Да                | Нет               | Нет               | Нет                 |
| 越戰僅存者 / Without a Promised Land                |                                                           | 1980 | Да                | Да                | Нет               | Нет                 |
| 雙辣 / Two Fists Against the Law                    | букв. «Двое горячих»                                      | 1980 | Да                | Нет               | Нет               | Нет                 |
| 台北吾愛 / Two for the Road                         | букв. «Тайбэй, моя любовь»                                | 1980 | Да                | Нет               | Нет               | Нет                 |
| 阿燦當差 / The Sweet and Sour Cops                  | «Колхозники при должности»                                | 1981 | Да                | Да                | Нет               | Нет                 |
| 霍元甲 / Legend of a Fighter                        | «Легенда о бойце»                                         | 1982 | Да                | Нет               | Нет               | Автор сюжета        |
| 摩登雜差 / The Sweet and Sour Cops (Part II)        |                                                           | 1982 | Да                | Да                | Нет               | Нет                 |
| 龍之忍者 / Ninja in the Dragon's Den                | «Ниндзя в логове дракона»                                 | 1982 | Да                | Да                | Нет               | Нет                 |
| 退休探長 / Gun Is Law                               | букв. «Инспектор в отставке»                              | 1983 | Да                | Да                | Нет               | Нет                 |
| 好彩撞到你 / Host for a Ghost                       | букв. «Удача наталкивается на тебя»                       | 1984 | Да                | Да                | Нет               | Нет                 |
| 法外情 / The Unwritten Law                          | «Неписаный закон»                                         | 1985 | Да                | Да                | Да                | Нет                 |
| No Retreat, No Surrender                            | «Не отступать и не сдаваться»                             | 1986 | Да                | Нет               | Нет               | Автор сюжета        |
| No Retreat, No Surrender 2                          | «Не отступать и не сдаваться 2: Штормовое предупреждение» | 1987 | Да                | Нет               | Нет               | Нет                 |
| 婚外情 / Mr. Mistress                               | «Мистер Любовница»                                        | 1988 | Да                | Нет               | Нет               | Нет                 |
| 獵鷹計劃 / Walk On Fire                             | «Игра с огнём»                                            | 1988 | Да                | Нет               | Нет               | Нет                 |
| No Retreat, No Surrender 3: Blood Brothers          | «Не отступать и не сдаваться 3: Братья по крови»          | 1990 | Да                | Нет               | Нет               | Нет                 |
| 賭聖 / All for the Winner                           | «Победитель получает всё»                                 | 1990 | Да                | Нет               | Нет               | Автор сюжета        |
| The King of the Kickboxers                          | «Король кикбоксеров»                                      | 1990 | Да                | Нет               | Нет               | Нет                 |
| 正紅旗下 / Running on Empty                         |                                                           | 1991 | Нет               | Нет               | Нет               | Консультант         |
| American Shaolin                                    | «Американский Шаолинь: Король кикбоксеров 2»              | 1991 | Да                | Нет               | Нет               | Нет                 |
| 豪門夜宴 / The Banquet                              | «Банкет»                                                  | 1991 | Нет               | Нет               | Нет               | Актёр               |
| 雙龍會 / Twin Dragons                               | «Близнецы-драконы»                                        | 1992 | Да                | Нет               | Нет               | Актёр               |
| 黃飛鴻之二男兒當自強 / Once Upon a Time in China II | «Однажды в Китае 2»                                       | 1992 | Да                | Нет               | Нет               | Нет                 |
| 新龍門客棧 / Dragon Inn                             | «Таверна Дракона»                                         | 1992 | Да                | Нет               | Нет               | Нет                 |
| 黃飛鴻之三獅王爭霸 / Once Upon a Time in China III  | «Однажды в Китае 3»                                       | 1992 | Да                | Нет               | Нет               | Нет                 |
| 黃飛鴻之四王者之風 / Once Upon a Time in China IV   | «Однажды в Китае 4»                                       | 1993 | Да                | Нет               | Нет               | Нет                 |
| 青蛇 / Green Snake                                  | «Зелёная змея»                                            | 1993 | Да                | Нет               | Нет               | Нет                 |
| 黃飛鴻之五龍城殲霸 / Once Upon a Time in China V    | «Однажды в Китае 5»                                       | 1994 | Да                | Нет               | Нет               | Нет                 |
| Superfights                                         | «Смертельный поединок»                                    | 1995 | Да                | Нет               | Нет               | Нет                 |
| 人約黃昏 / Evening Liaison                          | «Вечернее свидание»                                       | 1995 | Да                | Да                | Нет               | Нет                 |
| 宋家皇朝 / The Soong Sisters                        | «Сёстры Сун»                                              | 1997 | Да                | Нет               | Нет               | Нет                 |
| Bloodmoon                                           | «Кровавая луна»                                           | 1997 | Да                | Нет               | Нет               | Нет                 |
| 緣份2000 / Deja Vu                                  | букв. «Предопределение 2000»                              | 1999 | Да                | Нет               | Нет               | Нет                 |
| 理發師                                              | букв. «Парикмахер»                                        | 2006 | Да                | Нет               | Нет               | Нет                 |
| 合約情人                                            | «Любовница по контракту»                                  | 2007 | Да                | Нет               | Нет               | Актёр               |
| 狼牙 / Legendary Assassin                           | «Легендарный убийца»                                      | 2008 | Да                | Нет               | Нет               | Нет                 |
| 夜玫瑰                                              | «Ночная роза»                                             | 2009 | Да                | Нет               | Нет               | Нет                 |
| 功夫詠春 / Kung Fu Wing Chun                        | «Кунг-фу вин-чунь»                                        | 2010 | Да                | Нет               | Нет               | Нет                 |
| 一代宗師 / The Grandmaster                          | «Великий мастер»                                          | 2013 | Да                | Нет               | Нет               | Нет                 |
| 龍虎武師 / Kungfu Stuntmen                          | «Каскадёры»                                               | 2020 | Нет               | Нет               | Нет               | Актёр               |